# Afro Celt Sound System
Gli Afro Celt Sound System sono un gruppo musicale formato dal produttore e chitarrista Simon Emmerson nel 1995, composto da membri provenienti dall'Inghilterra, dall'Irlanda e dall'Africa occidentale.

## Storia
I loro primi album sono stati pubblicati dall'etichetta Real World Records di Peter Gabriel e il loro secondo album Release (1999) ha venduto 150 000 copie negli Stati Uniti oltre ad essere stato nominato per un Grammy Award.
Sebbene non sia stata messa in commercio, il gruppo è stato autore della colonna sonora del videogioco Magic and Mayhem.

## Stile musicale
Così come suggerisce il loro nome, la musica degli Afro Celt unisce folk irlandese a musica "tribale" africana, sebbene le loro influenze includano anche quelle di generi di musica elettronica quali il trip hop e la techno. Le loro composizioni, arrangiate sovente con strumenti etnici come la kora ed elettronici quali i sintetizzatori, sono spesso cantate in gaelico, lingue africane e inglese.

## Membri
- Simon Emmerson - chitarra
- N'Faly Kouyate - kora, balafon, tamburo ngoma
- Moussa Sissokho - djembe, tamburo parlante
- Griogair Labhruidh - voce
- Johnny Kalsi - Dhol
- Davy Spillane - uillean pipes, low whistle
- Emer Mayock - tin whistle, flauto, uilleann pipes
- Ronan Browne - uillean pipes

Versione Russell/McNally
- Martin Russell - tastiere
- James McNally bodhrán, fisarmonica, tin whistle
- Ian Markin
- Tim Bradshaw
- Babara Bangoura
- Dorothee Munyaneza
- Kadially Kouyaté
- Dav Daheley

## Discografia

### Album in studio
- 1996 - Volume 1 Sound Magic
- 1999 - Volume 2: Release
- 2001 - Volume 3: Further In Time
- 2003 - Seed
- 2004 - Pod
- 2005 - Anatomic
- 2016 - The Source
- 2018 - Flight

### Singoli ed EP
- 1996 - Sure-As-Not
- 1997 - Whirl-Y-Reel
- 1999 - Release (Masters At Work Remix)
- 2001 - When You're Falling (con Peter Gabriel)
- 2003 - Rise Above It
- Data di pubblicazione sconosciuta - Whirl-Y-Reel -
- Data di pubblicazione sconosciuta - Inion / Riding The Waves

### Antologie
- 2010 - Capture 1995 - 2010